# Zuid-Ossetische zarin
De zarin (Ossetisch: зӕрин) is een speciale munteenheid in Zuid-Ossetië, die in juli 2013 werd ingevoerd. Deze bestaat naast de Russische roebel, die op het grondgebied van Zuid-Ossetië het de facto betaalmiddel is.

## Achtergrond
De zarin wordt uitsluitend uitgegeven in de vorm van herdenkings- en investeringsmunten, die niet als betaalmiddel kunnen worden gebruikt. Het recht om munten uit te geven behoort toe aan de "Nationale Bank van de Republiek Zuid-Ossetië". De munten zijn geslagen door de Moskouse Munt.
De munt kent een vaste waarde ten opzichte van de Russische roebel: 1 zarin = 10 roebel. De werkelijke kosten voor het verkopen van munten omvatten de waarde van het metaal dat in de munten zit, met toevoeging van een premie die de kosten van de bank dekt voor de productie van munten, de levering, opslag, vrijgave in omloop en de emissie-inkomsten. De prijzen op de secundaire markt worden vrij bepaald.